# ミンザキル・アブサリャモフ
ミンザキル・アブドゥラフマノヴィチ・アブサリャモフ（ロシア語: Минзакир Абдурахманович Абсалямов、1896年12月10日 - 1981年6月10日）は、ソビエト連邦の軍人。少将。タタール人。

## 経歴
1915年8月からロシア帝国軍に入隊し、第35シベリア狙撃予備連隊の先任下士官。二月革命後、中隊長、チュメニ・ソビエトの議長同志、第3擲弾兵旅団ムスリム兵士委員会委員に選出され、1917年12月～1918年3月、大隊副官、第11軍タタール赤衛大隊ムスリム兵委員会書記を歴任した。
1918年3月～11月、ドイツ軍の捕虜となり、解放後、白軍に身を投じた。1918年12月、セヴァストポリ警衛コマンドの小隊下士官、1919年4月～8月、パルチザン支隊長、クリミア・ムスリム軍事参与会議長同志。1920年6月～1921年2月、駐トルコ・ペルシャ代表部附属軍事課長補佐、1921年6月～9月、駐トルコ代表部の通訳。1922年10月～1927年5月、同代表部の書記官、駐在武官補。
1927年11月、労農赤軍参謀部情報課長。1931年11月、アゼルバイジャン狙撃師団第1山岳狙撃連隊長。1933年4月～1938年4月、駐ペルシャ（イラン）代表部駐在武官。1937年9月～1938年1月、労農赤軍参謀部情報局付き。
1938年4月、M.V.フルンゼ名称軍事アカデミーの特殊学部第2課程長、1938年10月～1940年9月、情報講座長。北西戦線本部情報科長として、ソ・フィン戦争に従軍し、赤旗勲章を授与される。戦後、ソ・フィン戦争叙述委員会に入る。

### 独ソ戦
独ソ戦勃発後、南西方面で特別任務を遂行した。1941年7月、第17予備狙撃旅団長兼ウラル軍管区ウフィム守備隊長、1942年8月～1943年2月、第4教育予備旅団長、第18狙撃旅団長。1943年2月、第18狙撃師団副師団長、1943年10月、同師団長。1944年8月、第131狙撃軍団長、1944年9月、第31狙撃軍団長。

### 戦後
1946年4月、参謀本部軍事アカデミーの専任講師、1959年、科学研究課長、1963年、学術書記。1967年に退役。
1967年7月～1971年11月、ソ連軍参謀本部軍事アカデミー顧問。

## 受勲
レーニン勲章、赤旗勲章4個、一等ボグダン・フメリニツキー勲章、二等スヴォーロフ勲章、労働赤旗勲章、「名誉記章」勲章を受章。

## その他
軍事科学博士。トルコ語を話した。